# Sass Jordan
Sass Jordan, all'anagrafe Sarah Jordan (Birmingham, 23 dicembre 1962), è una cantante canadese.

## Biografia
Nata in Inghilterra, Sass Jordan si è trasferita prima in Francia, madrepatria del padre, quando aveva tre mesi, e poi a Montréal all'età di tre anni. Ha iniziato a cantare nei locali del centro città nell'adolescenza, e a 16 anni era la voce e il basso del gruppo The Pinups.
Nel 1988 è uscito su etichetta discografica Aquarius Records il suo album di debutto Tell Somebody, che ha subito riscosso successo in Canada, venendo certificato disco di platino dalla Music Canada per aver venduto più di 100 000 copie a livello nazionale.
Quattro anni dopo è uscito il secondo album Racine, che oltre a fruttare alla cantante il suo secondo disco di platino in madrepatria, ha debuttato nella Billboard 200 statunitense, dove ha raggiunto la 174ª posizione. Nello stesso anno è apparsa nella colonna sonora del film Guardia del corpo, dove ha duettato con Joe Cocker su Trust in Me.
Nel 1994 la cantante ha ottenuto il suo primo ingresso nella Billboard Hot 100, dove il singolo Sun's Gonna Rise ha conquistato l'86ª posizione, oltre al suo miglior piazzamento nella classifica statunitense degli album con Rats, che è arrivato al 158º posto. Rats ha venduto più di 50 000 copie in Canada, dove è stato certificato disco d'oro.
Fra il 2003 e il 2008 Sass Jordan è stata giudice a tutte le sei edizioni del talent show Canadian Idol. Il successo l'ha incoraggiata a tornare in sala di registrazione nel 2006, con la pubblicazione dell'album Get What You Give, registrato al Nashville studio di Colin Linden, il produttore. Tra i guest artist Garry Tallent (della Bruce Springsteen's E Street Band), i batteristi Ken Coomer (Uncle Tupelo, Wilco) e Bryan Owings (Shelby Lynne), il chitarrista Audley Freed (The Black Crowes) e il tastierista Richard Bell (The Band, Janis Joplin).
Nel 2011 Sass Jordan ha preso parte al progetto S.U.N.: Something Unto Nothing con Brian Tichy, Michael Devin (entrambi allora nei Whitesnake) e Tommy Stewart. L'esperimento ha mosso i primi passi quando la Jordan ritrovò Tichy (suo batterista diversi anni prima, ai tempi di Rats) nel suo studio a Santa Clarita per scrivere dei pezzi.

## Filmografia

### Televisione
- Sisters – serie TV (1994)

## Discografia

### Album in studio
- 1988 – Tell Somebody
- 1992 – Racine
- 1994 – Rats
- 1997 – Present
- 2000 – Sas Jordon's Hot Gossip
- 2006 – Get What You Give
- 2009 – From Dusk 'Til Dawn
- 2020 – Rebel Moon Blues

### Raccolte
- 2002 – Rough & Tough
- 2003 – Best of Sass Jordan

### Singoli
- 1988 – Tell Somebody
- 1989 – Double Trouble
- 1989 – Stranger Than Paradise
- 1989 – So Hard
- 1989 – Rescue Me
- 1992 – Make You a Believer
- 1992 – I Want to Believe
- 1992 – You Don't Have to Remind Me
- 1992 – Goin' Back Again
- 1993 – Who Do You Think You Are
- 1994 – High Road Easy
- 1994 – Sun's Gonna Rise
- 1994 – I'm Not
- 1994 – Ugly
- 1994 – Pissin' Down
- 1997 – Do What I Can
- 1998 – Desire
- 2006 – What You Gonna Do?
- 2010 – Why Did You
- 2017 – Time Flies
- 2020 – Leaving Trunk
- 2020 – Am I Wrong